# Wesly Decas
Wesly Roberto Decas (San Pedro Sula, Cortés, Honduras; 11 de agosto de 1999) es un futbolista hondureño, juega como lateral izquierdo y defensa central, y su club actual es el Hapoel Ra'anana A.F.C. de la Liga Leumit.

## Trayectoria

### Academia de Futbol Pumas Fc.
Inició su formación desde la edad de los 8 hasta los 18 años, luego salió al equipo Juárez de México.

### F. C. Juárez
El 29 de agosto de 2017 fue anunciado como refuerzo del Fútbol Club Juárez de la Liga de Ascenso de México. Hizo su debut el 10 de enero de 2018, en un partido correspondiente a la Copa MX que Juárez ganó por 3 a 1 a Lobos BUAP. En el Ascenso MX debutó el 13 de enero de 2018 contra Atlético San Luis en la victoria de 2 a 1, ingresando en sustitución de Jaime Toledo. Dio la asistencia para el segundo gol de los bravos.

### C. D. Nacional
El 20 de julio de 2018 se anunció su pase al Clube Desportivo Nacional de la Primeira Liga. Debutó en el fútbol luso como titular el 26 de agosto de 2018, durante la victoria a domicilio de 2-1 sobre Vitória Setúbal. El 2 de septiembre de 2018, volvió a aparecer como titular en la derrota de 4-0 contra el Benfica.

### Atlanta United
El 15 de febrero de 2019, el Atlanta United de la Major League Soccer anunció su contratación por una temporada, aunque únicamente tuvo participación con la filial, el Atlanta United 2 de la United Soccer League.

### F. C. Motagua
El 21 de enero de 2020, fue fichado a préstamo por un año por el Fútbol Club Motagua, esta vez para defender al equipo de primera tras la salida de Denil Maldonado al fútbol mexicano y de Carlos Sánchez al Vida.

## Selección nacional

### Categorías inferiores

#### Sub-17
El 18 de septiembre de 2015 se anunció que había sido convocado por José Francisco Valladares para disputar la Copa Mundial de Fútbol Sub-17 de 2015 realizada en Chile. Debutó en dicha competición el 18 de octubre de 2015 en el partido que Honduras perdió por 1 a 3 contra Ecuador.

#### Sub-20
El 8 de febrero de 2017 fue incluido en la lista de 10 jugadores convocados para el Campeonato Sub-20 de la Concacaf de 2017 con sede en Costa Rica. En dicho torneo, la Selección de fútbol sub-20 de Honduras, dirigida por Carlos Ramón Tábora, finalizó subcampeona del torneo, lo cual le permitió clasificar a la Copa Mundial de Fútbol Sub-20 de 2017.
Debutó en la Copa del Mundo el 22 de mayo de 2017 durante la derrota de 0 a 3 contra Francia. De igual forma, fue titular en los juegos contra Nueva Zelanda (derrota de 1 a 3) y Vietnam (victoria de 2 a 0).

#### Sub-23
Juegos Olímpicos de Tokio 2020 pospuestos por la Pandemia de COVID-19 para el 2021, participando en los tres partidos de fases de grupos enfrentando a  Rumania, Nueva Zelanda y Corea del Sur.

#### Participaciones
| Torneo                              | Categoría                           | Sede                                | Resultado                           | Partidos | Goles |
| ----------------------------------- | ----------------------------------- | ----------------------------------- | ----------------------------------- | -------- | ----- |
| Copa Mundial de 2015                | Sub-17                              | Chile                               | Fase de grupos                      | 2        | 0     |
| Campeonato Concacaf de 2017         | Sub-20                              | Costa Rica                          | Subcampeón                          | 6        | 0     |
| Copa Mundial de 2017                | Sub-20                              | Corea del Sur                       | Fase de grupos                      | 3        | 0     |
| Total parcial en selección nacional | Total parcial en selección nacional | Total parcial en selección nacional | Total parcial en selección nacional | 11       | 0     |

|Fase de grupos
|1
|1
|1

## Estadísticas

### Clubes
| Club | Div           | Temporada     | Liga  | Liga  | Liga   | Copas nacionales(1) | Copas nacionales(1) | Copas nacionales(1) | Torneos internacionales | Torneos internacionales | Torneos internacionales | Total | Total | Total  | Media goleadora |
| Club | Div           | Temporada     | Part. | Goles | Asist. | Part.               | Goles               | Asist.              | Part.                   | Goles                   | Asist.                  | Part. | Goles | Asist. | Media goleadora |
| --- | ------------- | ------------- | ----- | ----- | ------ | ------------------- | ------------------- | ------------------- | ----------------------- | ----------------------- | ----------------------- | ----- | ----- | ------ | --------------- |
| F. C. Juárez · México |               |               |       |       |        |                     |                     |                     |                         |                         |                         |       |       |        |                 |
| 2.ª | 2017-18       | 1             | 0     | 1     | 4      | 0                   | 0                   | —                   | —                       | —                       | 5                       | 0     | 1     | 0      |                 |
| Total club | Total club    | 1             | 0     | 1     | 4      | 0                   | 0                   | 0                   | 0                       | 0                       | 5                       | 0     | 1     | 0      |                 |
| C. D. Nacional Portugal |               |               |       |       |        |                     |                     |                     |                         |                         |                         |       |       |        |                 |
| 1.ª | 2018-19       | 2             | 0     | 0     | 2      | 0                   | 0                   | —                   | —                       | —                       | 4                       | 0     | 0     | 0      |                 |
| Total club | Total club    | 2             | 0     | 0     | 2      | 0                   | 0                   | 0                   | 0                       | 0                       | 3                       | 0     | 0     | 0      |                 |
| Atlanta United 2 Estados Unidos |               |               |       |       |        |                     |                     |                     |                         |                         |                         |       |       |        |                 |
| 2.ª | 2019          | 24            | 1     | 0     | —      | —                   | —                   | —                   | —                       | —                       | 24                      | 1     | 0     | 0.04   |                 |
| Total club | Total club    | 24            | 1     | 0     | 0      | 0                   | 0                   | 0                   | 0                       | 0                       | 24                      | 1     | 0     | 0.04   |                 |
| F. C. Motagua Honduras |               |               |       |       |        |                     |                     |                     |                         |                         |                         |       |       |        |                 |
| 1.ª | 2019-20       | 3             | 0     | 0     | —      | —                   | —                   | —                   | —                       | —                       | 3                       | 0     | 0     | 0      |                 |
| 1.ª | 2020-21       | 26            | 0     | 0     | —      | —                   | —                   | 2                   | 0                       | 0                       | 28                      | 0     | 0     | 0      |                 |
| 1.ª | 2021-22       | 35            | 1     | 0     | —      | —                   | —                   | 9                   | 1                       | 0                       | 44                      | 2     | 0     | 0.05   |                 |
| 1.ª | 2022-23       | 36            | 0     | 0     | —      | —                   | —                   | 7                   | 0                       | 0                       | 43                      | 0     | 0     | 0      |                 |
| 1.ª | 2023-24       | 33            | 0     | 0     | —      | —                   | —                   | 4                   | 0                       | 0                       | 37                      | 0     | 0     | 0      |                 |
| Total club | Total club    | 133           | 1     | 0     | 0      | 0                   | 0                   | 22                  | 1                       | 0                       | 155                     | 2     | 0     | 0.03   |                 |
| Total carrera | Total carrera | Total carrera | 160   | 2     | 1      | 6                   | 0                   | 0                   | 22                      | 1                       | 0                       | 187   | 3     | 1      | 0.03            |
| (1)Incluye datos de la Copa México (2017-18) y Copa de la Liga de Portugal (2018-19). (2)Incluye datos de la Liga de Campeones de la Concacaf (2020-22) y Liga Concacaf (2021-22). |               |               |       |       |        |                     |                     |                     |                         |                         |                         |       |       |        |                 |

## Palmarés

### Campeonatos nacionales
| Título          | Club          | País     | Año  |
| --------------- | ------------- | -------- | ---- |
| Torneo Clausura | F. C. Motagua | Honduras | 2022 |